# Sportvereinigung Ried von 1912
L'Sportvereinigung Ried von 1912, anomenat la temporada 2013-14 SV Josko Ried per raons de patrocini, és un club de futbol austríac de la ciutat de Ried im Innkreis.

## Història
El club es formà el 5 de maig de 1912 amb el nom Sportvereinigung Ried. Jugà les competicions regionals de l'Alta Àustria fins a l'any 1991, quan ascendí a les lligues nacionals per primer cop. L'any 1995 pujà per primer cop a la Primera Divisió. El seu primer gran trofeu fou l'any 1998, quan guanyà la Copa després de vèncer l'SK Sturm Graz 3-1 a la final. El 2003 descendí a la segona categoria. Dos anys més tard retornà a la Bundesliga, en guanyar la Erste Liga. L'any 2011 tornà a vèncer a la Copa en derrotar l'Austria Lustenau per 2 a 0.

## Futbolistes destacats
Números retirats:
- 27 -  Sanel Kuljić, Davanter (2003-06)

## Palmarès
- Copa austríaca de futbol:
  - 1998, 2011